# 自由的甜蜜味道：美国奴隶制和恢复原状的真实故事
自由的甜蜜味道：美国奴隶制和恢复原状的真实故事是W·卡勒布·麦克丹尼尔创作的一本关于美国奴隶制历史的著作，由牛津大學出版社在2019年出版，获2020年普利策历史奖。